# Биси (Оаза)
Биси (фр. Bussy) насеље је и општина у североисточној Француској у региону Пикардија, у департману Оаза која припада префектури Компјењ.
По подацима из 2011. године у општини је живело 305 становника, а густина насељености је износила | становника/km². Општина се простире на површини од 3,87 km². Налази се на средњој надморској висини од 86 метара (максималној 88 m, а минималној 43 m).

## Демографија
| 1962. | 1968. | 1975. | 1982. | 1990. | 2011. |
| ----- | ----- | ----- | ----- | ----- | ----- |
| 138   | 127   | 121   | 179   | 225   | 305   |

График промене броја становника у току последњих година